# Netelia dayaoshanensis
Netelia dayaoshanensis är en stekelart som beskrevs av He och Chen 1996. Netelia dayaoshanensis ingår i släktet Netelia och familjen brokparasitsteklar. Inga underarter finns listade i Catalogue of Life.